# Литвинов Володимир Федорович
Володимир Федорович Литвинов (1904 — ?) — український радянський діяч, інженер-технолог Харківського заводу імені Комінтерну, в.о. секретаря Харківського міського комітету КП(б)У. Депутат Верховної Ради СРСР 1-го скликання.

## Життєпис
Народився в робітничій родині. Трудову діяльність розпочав з одинадцятирічного віку.
Служив у Червоній армії.
Член ВКП(б) з 1924 року.
З 1927 по 1929 рік працював слюсарем Миколаївського суднобудівного заводу імені Андре Марті.
У 1929—1932 роках — слухач Військово-механічної академії РСЧА в місті Ленінграді. У 1932—1935 роках — слухач Військової академії РСЧА в місті Москві.
У 1935—1937 роках — інженер-технолог заводу імені Комінтерну в місті Харкові.
На 1937—1938 роки — в.о. секретаря, секретар Харківського міського комітету КП(б)У.